# Otakar Odložilík
Otakar Odložilík (ur. 12 stycznia 1899, zm. 14 czerwca 1973) – czeski i amerykański historyk, mediewista. 

## Życiorys
Zajmował się historią husytów i protestantyzmu w Czechach i Morawach. Po II wojnie światowej przebywał na emigracji w USA, gdzie wykładał na Columbia University i University of Pennsylvania.

## Wybrane publikacje
- M. Štěpán z Kolína, Praha: Společnost Husova musea 1924.
- Moravští exulanti Jiří a Jan Veselští-Laetové, Brno: nákladem vlastním 1930.
- Karel Starší ze Žerotína 1564–1636, Praha: Melantrich 1936.
- Povstalec a emigrant. Kapitoly z dějin třicetileté války, Londýn: Čechoslovák 1944.
- The Caroline University 1348 - 1948, Praha 1948.
- Jan Hus, Chicago 1953.
- The Hussite King: Bohemia in European Affairs 1440–1471, New Brunswick: Rutgers Univ. Pr. 1965.
- Deníky z let 1924-1948, t. 1-2, Praha: Výzkumné centrum pro dějiny vědy - Univerzity Karlovy 2002-2003, ISBN 80-238-9887-6.

## Publikacje w języku polskim
- Husyci na brzegu Bałtyku w 1433 roku, Gdańsk: Towarzystwo Przyjaciół Nauki i Sztuki w Gdańsku 1934.